# Locomotiva SFR 411-416
Le locomotive 411 ÷ 416 delle Strade Ferrate Romane erano un gruppo locomotive a vapore per il traino di treni leggeri, provenienti dalla dotazione delle Strade Ferrate Livornesi.
Le locomotive vennero realizzate nel 1860 dalla Escher Wyss di Zurigo per la nuova società delle Strade Ferrate Livornesi, presso la quale, secondo l'uso dell'epoca, non erano numerate, ma erano contraddistinte da nomi oggi non più noti.
Nel 1865, all'atto della confluenza delle Strade Ferrate Livornesi nelle Strade Ferrate Romane, furono numerate da 411 a 416.
Nel 1885, con la creazione delle grandi reti nazionali, la serie venne inglobata nel parco della Rete Mediterranea con i numeri da 2013 a 2018.
Nel 1905, alla costituzione delle Ferrovie dello Stato, le locomotive vennero classificate nel gruppo 117 con i numeri da 1171 a 1176. Dopo pochi anni vennero radiate e demolite.